# Oudemansiella radicata
Удемансієла коренева (Oudemansiella radicata) — вид грибів роду Oudemansiella. Сучасну біномінальну назву надано у 1936 році.

## Будова

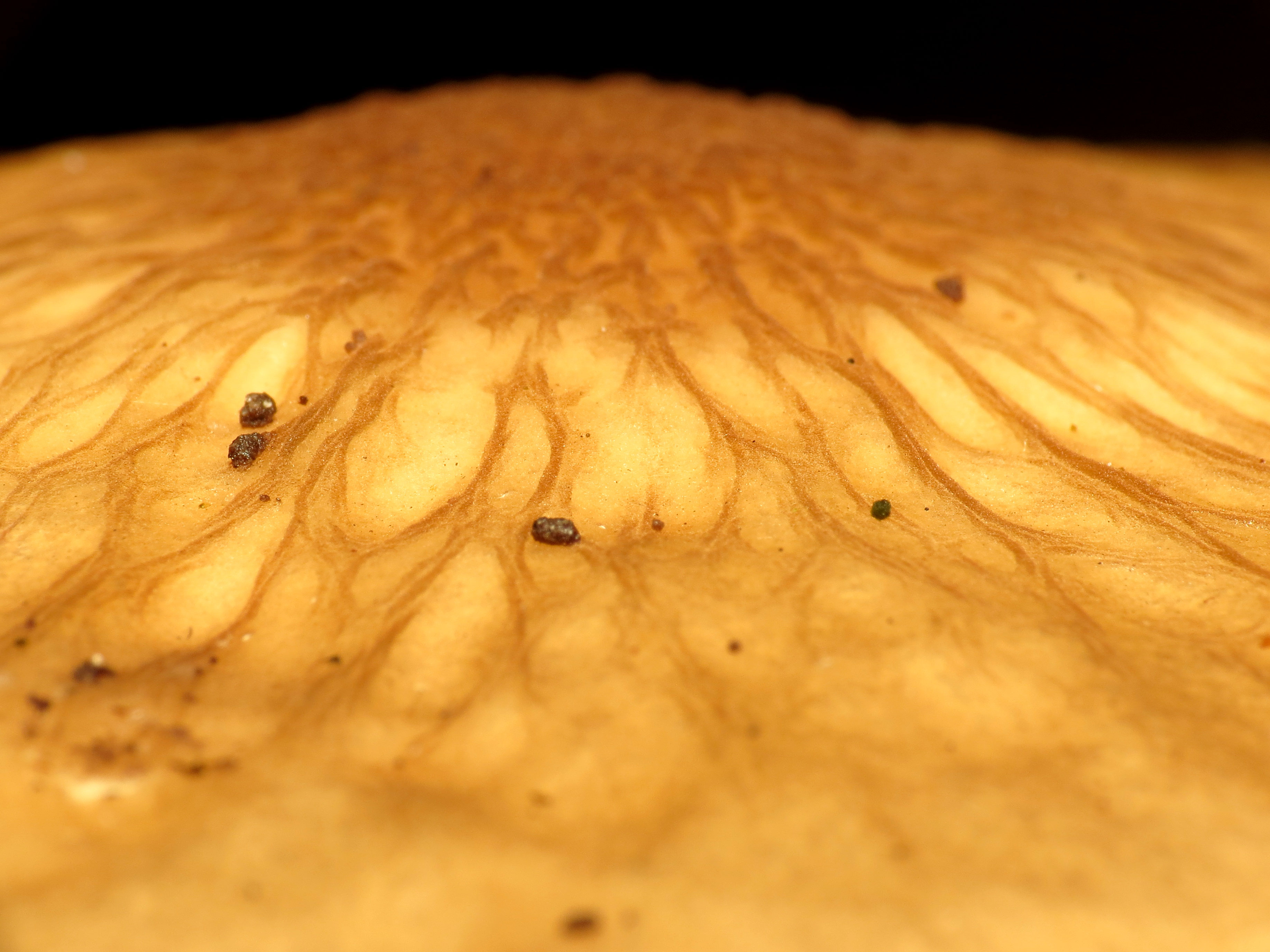
Зморшки на шапці гриба при збільшені

Високий гриб (до 20 см) з міцною стрункою коричнюватою покрученою ніжкою з великим підземним «стрижневим коренем». Шапинка липка жовто-коричнева 3-9 см. Товсті пластини білі, ростуть далеко одна від одної, не прилягають до ніжки. Поверхня шапки радіально зморщена від центру. Спори білі.

## Життєвий цикл
Плодові тіла з'являються у липні-листопаді.

## Поширення та середовище існування
Росте у широколистяних лісах, особливо під дубом та буком.

## Практичне використання
Їстівний гриб. Схожий на Oudemansiella longipes, у якого немає «стрижневого кореня» і шапинка з ніжкою сухі, покриті оксамитовими волосинками.